# سنگین‌لاندا
سنگین‌لاندا (نام علمی: Barylambda) نام یک سرده از زیرراسته همه‌دندانان است.